# Naissance en 1008
Naissance
- 1004
- 1005
- 1006
- 1007
- 1008
- 1009
- 1010
- 1011
- 1012

Cette page dresse une liste de personnalités nées au cours de l'année 1008 :
- 4 mai : Henri Ier, roi de France.
- 12 octobre : Go-Ichijō, soixante-huitième empereur du Japon.

- Al-Muizz ben Badis, troisième émir ziride régnant en Ifriqiya.
- Anselme de Liège, chroniqueur de la principauté épiscopale de Liège.
- Di Qing (en), militaire chinois.
- Gothelon II de Lotharingie, surnommé par l'historiographie le Fainéant (Latin ignavus), est souvent considéré après la mort de son père Gothelon Ier comme duc Basse-Lotharingie.
- Sugawara no Takasue no Musume, dame d'honneur du Japon.
- Richard III de Normandie, duc de Normandie.
- Wulfstan, évêque de Worcester.

## Crédit d'auteurs
- Cet article est partiellement ou en totalité issu de l'article intitulé « 1008 » (voir la liste des auteurs).